# El Jobo
El Jobo es una localidad del estado mexicano de Chiapas. Es parte del municipio de Tuxtla Gutiérrez.

## Demografía
| Gráfica de evolución demográfica |
|                                  |

| Censo | Población |
| ----- | --------- |
| 1910  | 65        |
| 1921  | 20        |
| 1930  | 54        |
| 1940  | 103       |
| 1950  | 235       |
| 1960  | 247       |
| 1970  | 526       |
| 1980  | 1 032     |
| 1990  | 1 870     |
| 2000  | 2 794     |
| 2010  | 4 632     |
| 2020  | 5 798     |